# Campionato italiano maschile di pallanuoto 1931
Il campionato italiano 1931 è stata la 15ª edizione della massima serie, ed allora unica, del campionato italiano maschile di pallanuoto. Le squadre partecipanti affrontarono inizialmente una fase a gironi, per poi disputare le finali a Roma, il 15 e il 16 agosto 1931.

## Finali

### Risultati
|              | Risultato |         |
| ------------ | --------- | ------- |
| Mameli       | 5-2       | Camogli |
| Andrea Doria | 5-1       | Camogli |
| Andrea Doria | 2-1       | Mameli  |
| Andrea Doria | 4-2       | Mameli  |

### Classifica
|  |    | Classifica finale 1931 | Pt | G | V | N | P | GF | GS | DR |
|  | -- | ---------------------- | -- | - | - | - | - | -- | -- | -- |
|  | 1. | Andrea Doria           | 4  | 2 | 2 | 0 | 0 | 9  | 3  | +6 |
|  | 2. | Mameli                 | 2  | 2 | 1 | 0 | 1 | 7  | 6  | +1 |
|  | 3. | Camogli                | 0  | 2 | 0 | 0 | 2 | 3  | 10 | -7 |

## Verdetti
- Andrea Doria Campione d'Italia 1931